# Ópera (metrostation)
Ópera is een metrostation in de wijk Palacio van het stadsdeel Centro van de Spaanse hoofdstad Madrid. Het station wordt bediend door de lijnen 2, 5 en R van de metro van Madrid.

## Geschiedenis
Aan het einde van de 19e eeuw werden meerdere plannen gemaakt voor de aanleg van een metro in Madrid. Deze plannen werden niet uitgevoerd en de laatste initiator haakte in februari 1906 af wegens bureaucratische hindernissen. In de eerste twee decennia van de 20e-eeuw kende Madrid een sterke toename van het verkeer wat in 1914 aanleiding was voor een nieuw plan met vier metrolijnen waarin de lijnen 1 en 2 elkaar kruisen onder de Puerta del Sol. De perronlengte werd destijds vastgesteld op 60 meter.
De bouw van de noord-zuid lopende lijn 1 begon in 1917 en op 17 oktober 1919 werd ze geopend. Op 14 juni 1924 werd het eerste deel van de oost-west lopende lijn 2 ten oosten van Sol geopend, het deel ten westen van Sol volgde op 21 oktober 1925. Het eerste station ten westen van Sol kwam onder de Plaza de Isabel II. Behalve de hoofdlijn kwam er een zijtak, Ramal in het Spaans, om het Estación del Norte  op de metro aan te sluiten. Deze zijtak takt van de hoofdlijn af onder het kruispunt Calle de Arenal/Costanilla de los Angeles en werd op 27 december 1925 geopend. Hoewel gebouwd als zijtak van lijn 2 heeft de Ramal altijd als losse pendeldienst gefunctioneerd. 
Bij de opening van het station op 21 oktober 1925 was de naam van het station Isabel II, naar het bovenliggend plein. Na de proclamatie van de Tweede Republiek op 14 april 1931 keurden de nieuwe autoriteiten, het kabinet-Azaña, bij decreet van 20 april de afschaffing van alle denominaties die naar de monarchie refereren goed. Daarom werd op 24 juni 1931 het station van Isabel II omgedoopt tot Ópera, tegelijk kreeg het plein de naam Fermín Galán ter ere van de Republikeinse kapitein die na een poging tot staatsgreep op 12 december 1930 werd geëxecuteerd op 14 december 1930. In 1937 kreeg het station dezelfde naam als het plein, deze naamswijzigingen werden na afloop van de burgeroorlog door het bewind van Franco teruggedraaid en sindsdien heet het station Ópera als verwijzing naar het Teatro Real, het operagebouw van de stad dat aan het plein staat.  
Op 5 juni 1968 werd lijn 5 geopend die perrons kreeg onder die van lijn 2 en de Ramal. Deze perrons werden gebouwd met een lengte van 90 meter. 
In 2003 en 2004 werd groot onderhoud uitgevoerd waarbij de bekleding van  de wanden en de gewelven werd vervangen. In 2009 werd begonnen met een verbouwing om het station rolstoeltoegankelijk te maken hetgeen op 23 maart 2011 was voltooid. Hierbij werd de stationshal vergroot van 114 m2 naar 821 m2, zijn er roltrappen geplaatst en zijn er drie liften geïnstalleerd, een tussen het plein en de stationshal en twee tussen de stationshal en de onderliggende perrons.  De verbouwing betekende ook dat de ingang van het station werd verplaatst van de rand van het plein naar het midden. Tijdens de werkzaamheden stuitte men op de archeologische resten van de Fuente de los Caños del Peral, die in het station zijn opgenomen in een ondergronds museum.

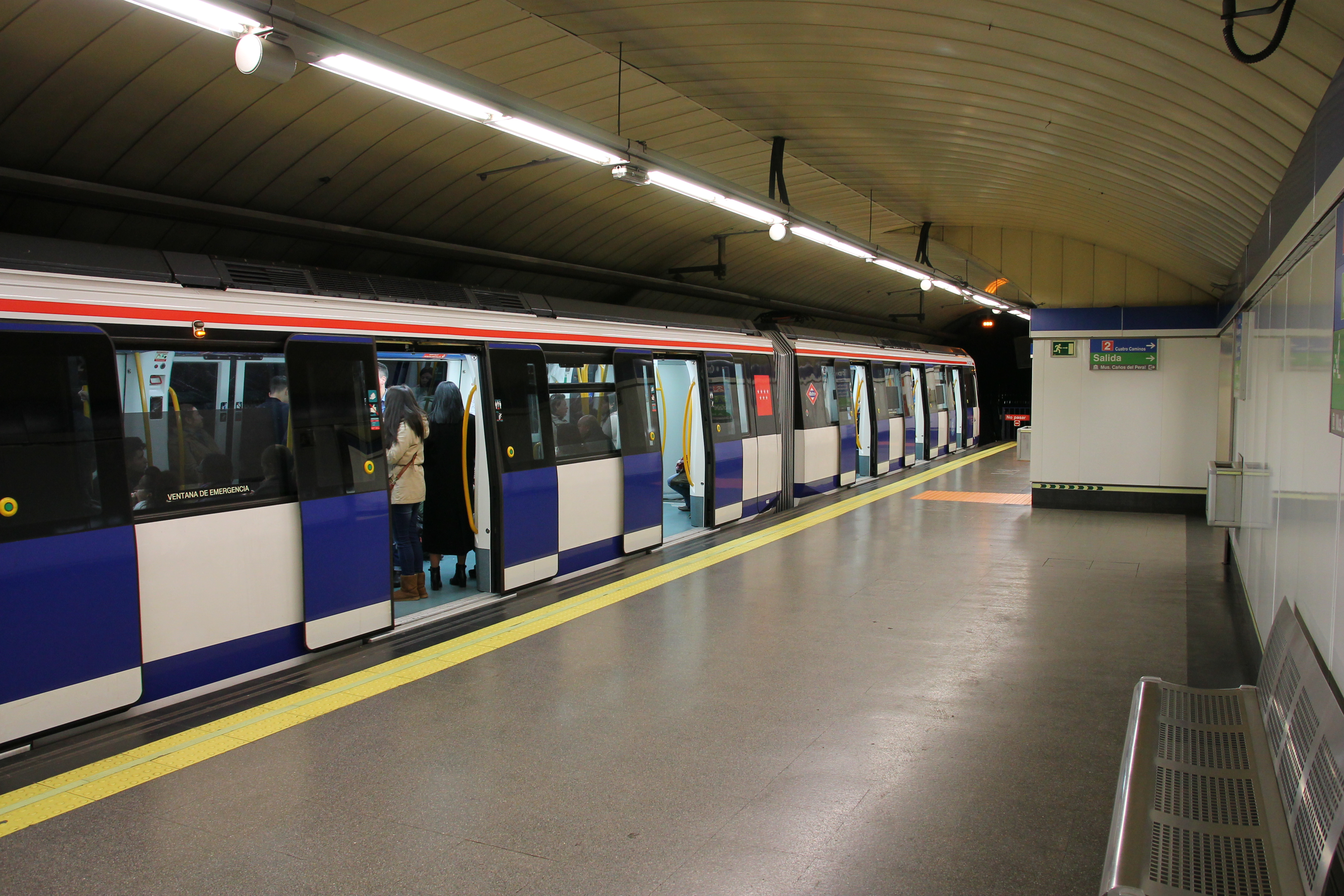
Metrostel langs het perron van de Ramal
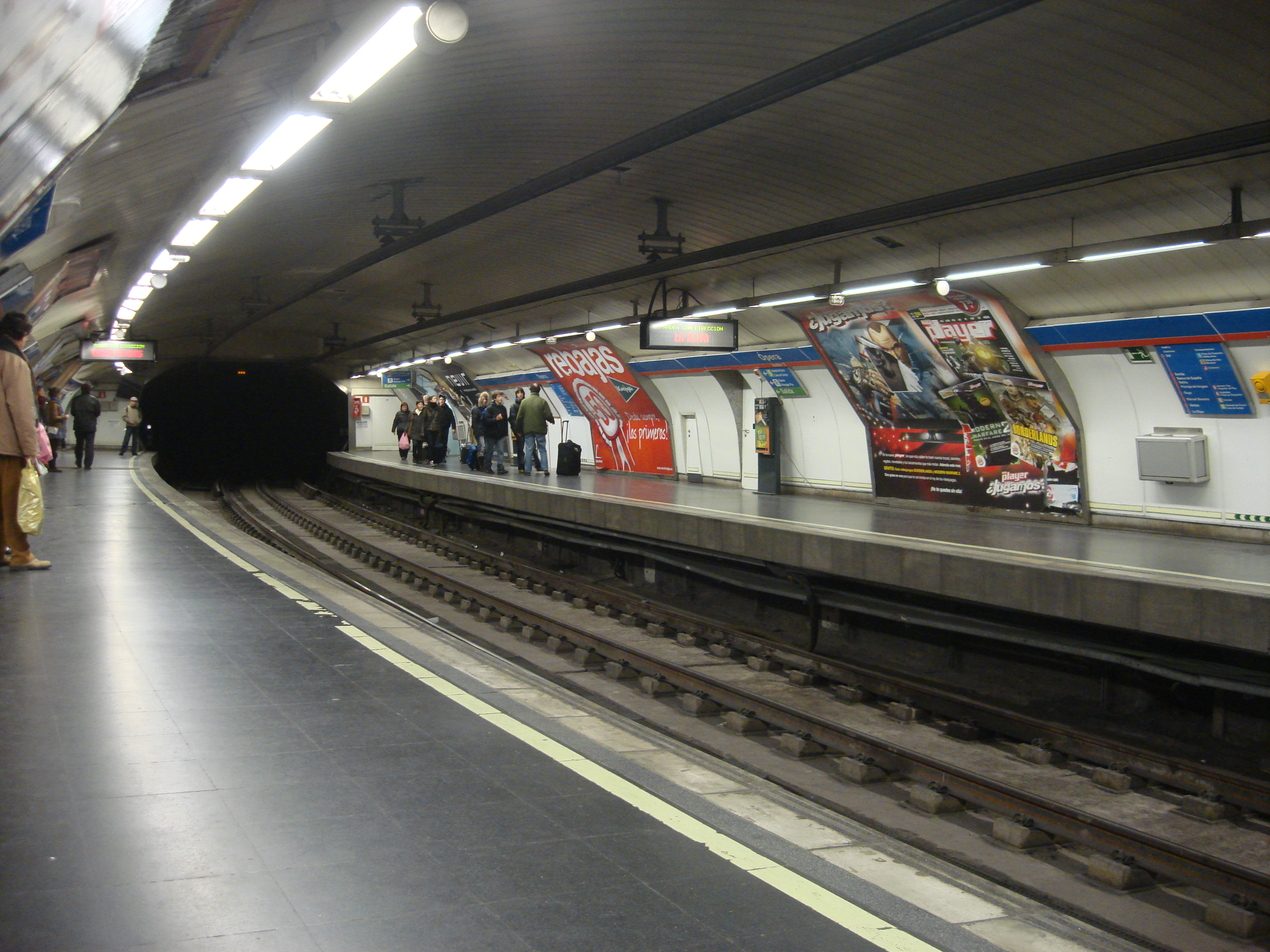
Perrons en sporen van lijn 2

## Ligging en inrichting
Het station is gelegen onder het Plaza de Isabel II en biedt toegang tot het Teatro Real, de Plaza de Oriente en het Palacio Real. De stationshal ligt midden onder het plein op niveau -1 en is met de straat verbonden met een lift aan de oostkant en twee trappen, respectievelijk aan de noord- en de zuidkant van de hal. Achter de OV-poortjes kunnen de reizigers zich via trappen, roltrappen en twee liften verplaatsen tussen de verschillende verdiepingen. De perrons van de Ramal en lijn 2 liggen, net als de ingang van het Museo de los Caños del Peral, op niveau -2, die van lijn 5 op niveau -3. 
De Ramal ligt onder de zuidkant van het plein en heeft in het station een spoor met een zijperron. Dit spoor is aan de oostkant verbonden met de rest van het metronet, aan de westkant ligt het bovenaan de dubbelsporige helling die het station verbindt met Príncipe Pío .
De sporen en perrons van lijn 2 liggen in een flauwe bocht met zijperrons waarvan het zuidelijke met dwarsgangen met het perron van de Ramal is verbonden.  De driehoekige verdeelhal tussen lijn 2 en de Ramal heeft tevens vaste trappen naar de vrijwel noord-zuid liggende perrons van lijn 5. 
In de noordoosthoek van het station zijn de archeologische vondsten opgesteld in een 10 meter diepe kuip die als Museo de los Caños del Peral voor metroreizigers te bezoeken is. De tentoonstelling laat opgegraven onderdelen zien van een 16e-eeuws aquaduct, Caños del Peral, dat werd gebouwd om het Koninklijk Paleis van drinkwater te voorzien. Behalve naar het Koninklijk Paleis werd het drinkwater ook naar openbare fonteintjes geleid. Een van deze fonteintjes is op het plein geplaatst en in het plaveisel van de oostkant van het plein is de omtrek van de vroegere rij fonteintjes terug te vinden. 

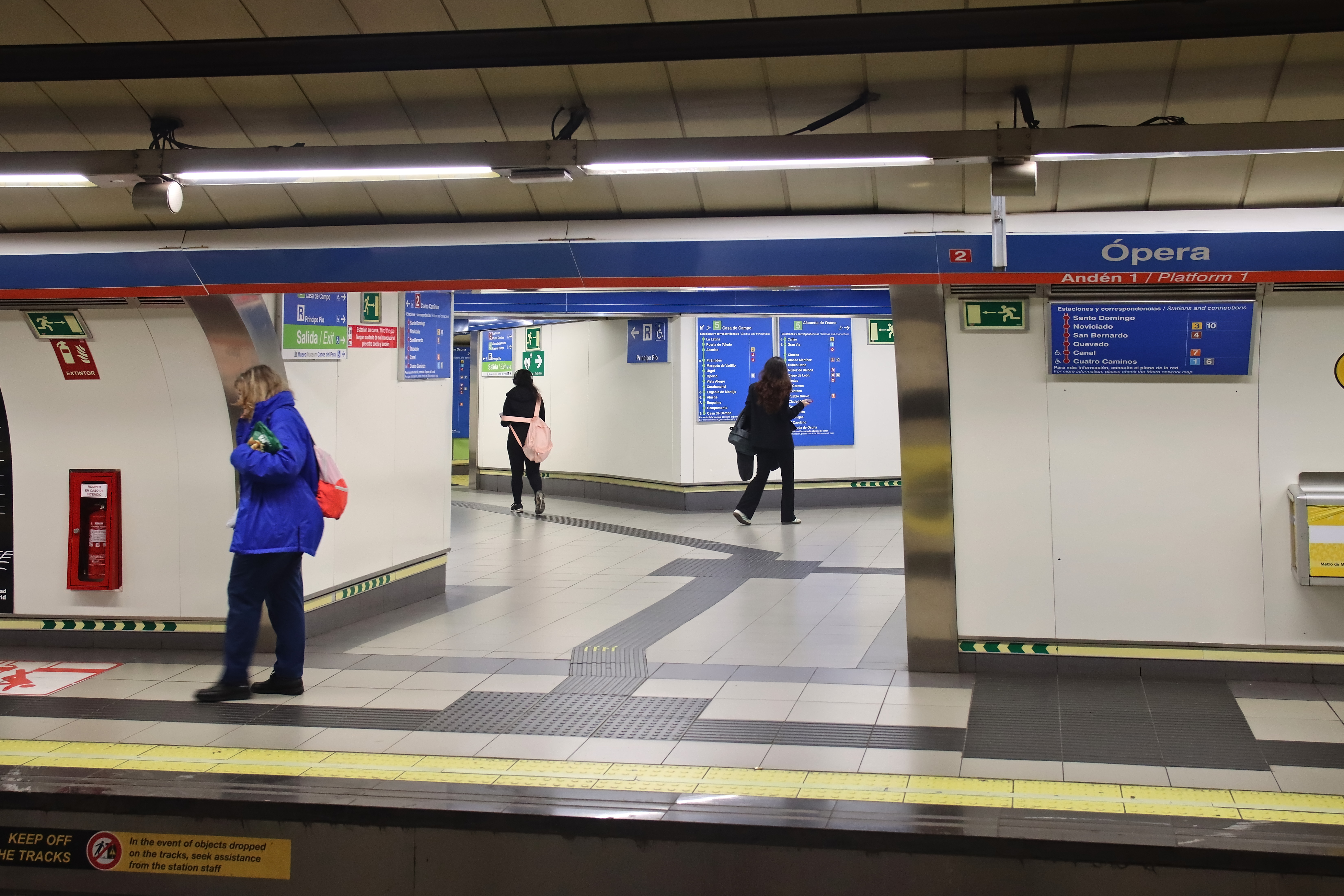
Dwarsgang tussen lijn 2 en de Ramal
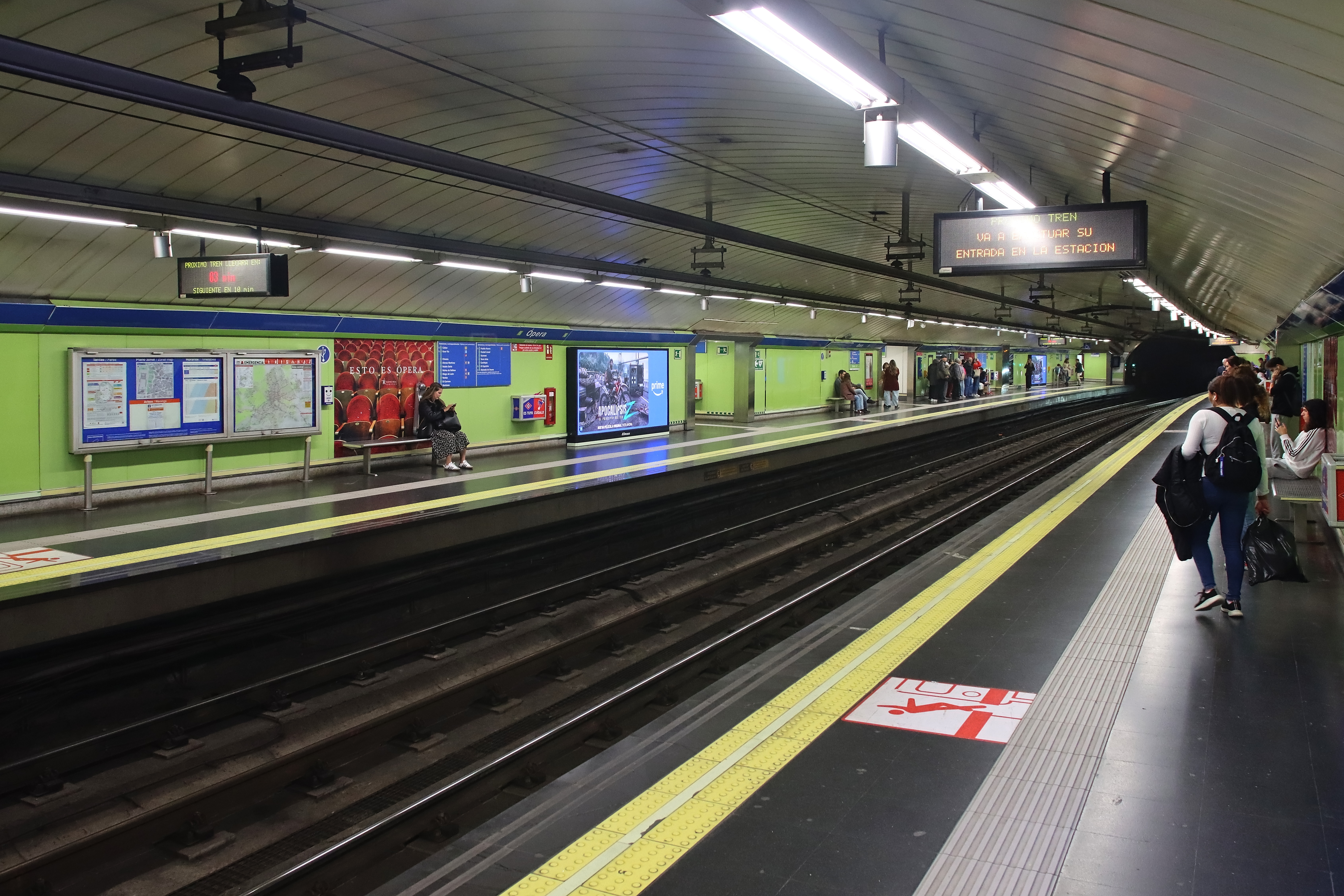
Perrons en sporen van lijn 5
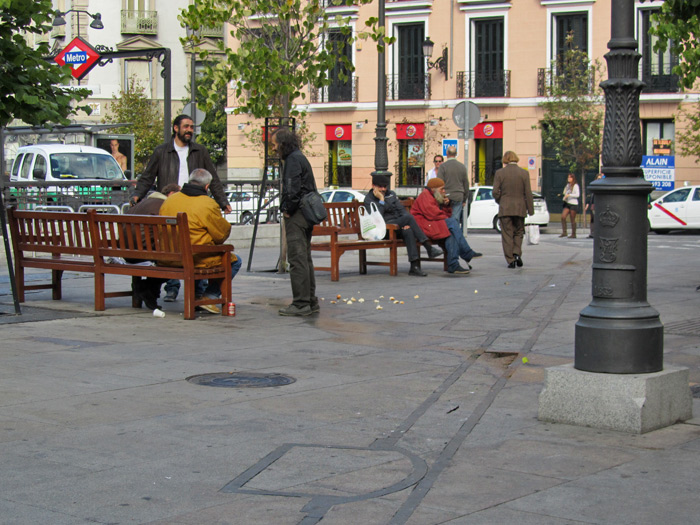
De omtrek van de rij fonteintjes in het plaveisel